# Prenolepis septemdenta
Prenolepis septemdenta is een mierensoort uit de onderfamilie van de schubmieren (Formicinae). De wetenschappelijke naam van de soort is voor het eerst geldig gepubliceerd in 2007 door Wang, W. & Wu.